# Carlo Mazzone
Pour les articles homonymes, voir Mazzone et Carletto.
Carlo Mazzone, surnommé Carletto, né le 19 mars 1937 à Rome et mort le 19 août 2023, est un footballeur devenu entraîneur.

## Biographie
Après avoir mis un terme à sa carrière de footballeur en 1968, Mazzone devient entraîneur en Série C avec Ascoli. Sous sa direction le club se hisse en Série A pour la saison 1974-1975. Mazzone poursuit sa carrière et entraîne notamment son ancien club de l'AS Rome durant trois saisons. Il est engagé par Livourne début 2006 en remplacement de Roberto Donadoni.
Il détient le record du nombre de matches dirigés en Série A avec 791 matches.